# Gabriel von Wietersheim

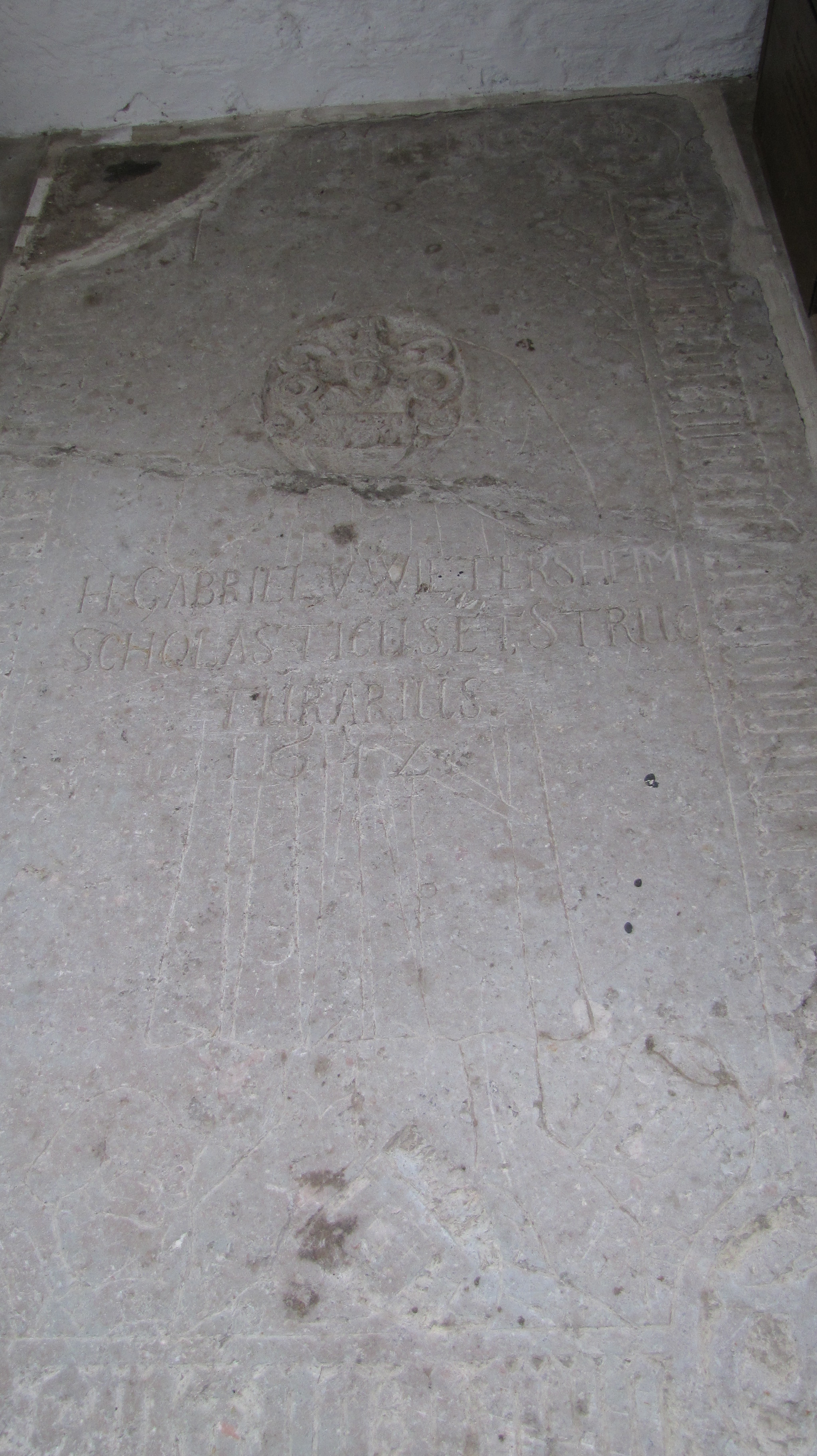
Grabstein Gabriel von Wietersheims im Lübecker Dom

Gabriel von Wietersheim (* in Stadthagen; † 18. Februar 1652 in Lübeck) war Domherr und Großvogt im Hochstift Lübeck.

## Leben
Gabriel von Wietersheim war der vierte Sohn des schauenburgischen Kanzlers Anton (I.) von Wietersheim und Bruder von Anton (II.) von Wietersheim und Heinrich Julius von Wietersheim.
Seit 1607 war er Domherr am Lübecker Dom. Innerhalb des Kapitels war er als Großvogt für die Verwaltung des Amtes Großvogtei des Hochstifts und als Structuarius für die Unterhaltung der Liegenschaften des Kapitels zuständig; außerdem war er der Scholasticus des Kapitels und hatte die Verantwortung für die Domschule Lübeck inne.
Wietersheim wurde, wie drei seiner Brüder, von Fürst Ludwig I. von Anhalt-Köthen 1636 in die Fruchtbringende Gesellschaft aufgenommen. Er verlieh ihm den Gesellschaftsnamen der Feiste und das Motto Zu verwundeten Därmen. Als Emblem wurde ihm die Fette Henne (Sedum) zugedacht. Im Köthener Gesellschaftsbuch der Fruchtbringenden Gesellschaft findet sich der Eintrag Gabriel Wietersheims unter der Nr. 285. Johann Rist widmete ihm seine zweite Sammlung geistlicher Gesänge.
Er wurde in der südöstlichen Chorumgangskapelle des Lübecker Doms nahe dem Epitaph seines Schwagers Ludwig Pincier beigesetzt. Sein erhaltener Grabstein ist ein wiederverwendeter Stein des 1397 verstorbenen Arnold Starke. Er zeigt seinen Namen und das Wietersheimsche Wappen.
Durch seinen Sohn Johann Friedrich von Wietersheim (1635–1705), der Major in königlich schwedischen Diensten wurde, kam das Adelsgeschlecht von Wietersheim nach Schweden.